# Franciszek Błażej

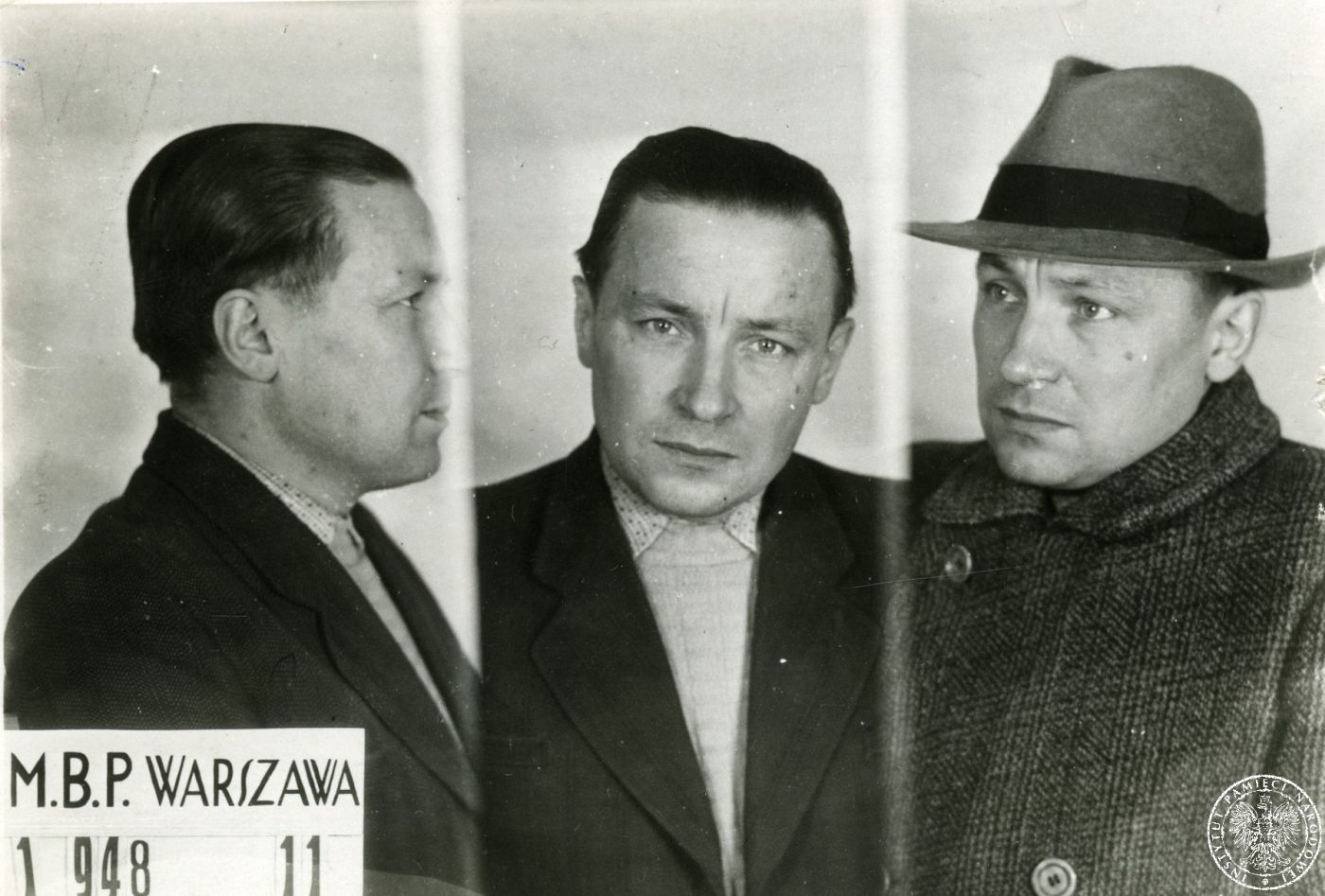
Franciszek Błażej po aresztowaniu przez MBP 1947

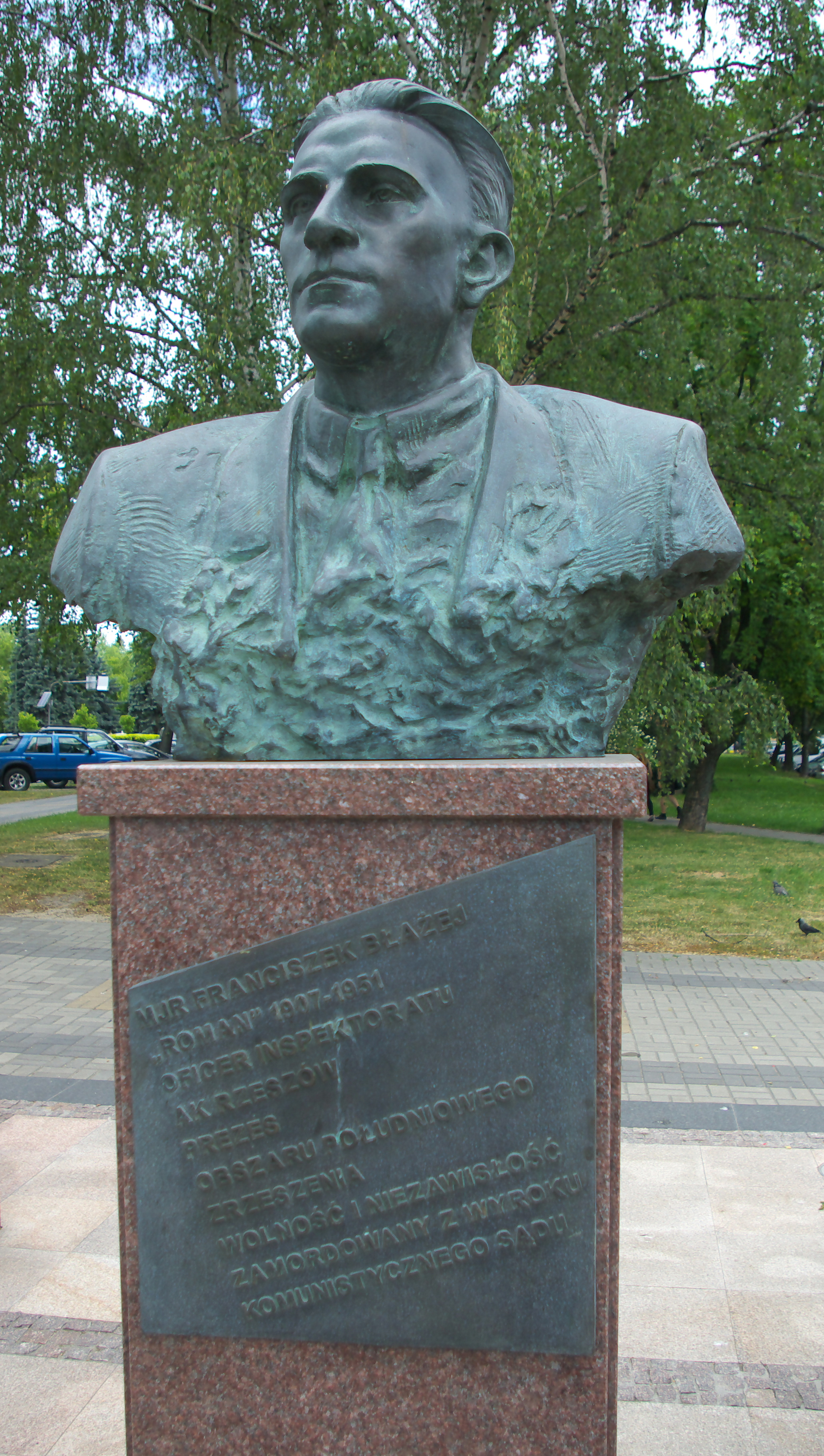
Popiersie Franciszka Błażeja w ramach Pomnika Żołnierzy Wyklętych w Rzeszowie

Franciszek Błażej ps. Tadeusz, Poleski, Roman, Bogusław (ur. 27 października 1907 w Nosówce, zm. 1 marca 1951 w Warszawie) – porucznik piechoty Wojska Polskiego i Armii Krajowej oraz WiN.

## Życiorys
Syn z rodziny chłopskiej Łukasza i Marii z Kalandyków. Mieszkał w Krakowie. Był absolwentem Szkoły Podchorążych Piechoty w Komorowie. 7 sierpnia 1932 roku Prezydent RP Ignacy Mościcki mianował go podporucznikiem ze starszeństwem z 15 sierpnia 1932 roku i 35. lokatą w korpusie oficerów piechoty, a minister spraw wojskowych skierował do 84 pułku piechoty w Pińsku na stanowisko dowódcy plutonu. 1 marca 1935 roku został awansowany na porucznika ze starszeństwem z dniem 1 stycznia 1935 roku i 63. lokatą w korpusie oficerów piechoty. W marcu 1939 roku dowodził 4 kompanią strzelecką, a w czasie kampanii wrześniowej 1 kompanią ckm w macierzystym pułku. 
Od roku 1939 w konspiracji, początkowo jako oficer szkoleniowy, potem jako oficer operacyjny Inspektoratu Rzeszów Armii Krajowej. W nocy z 7 na 8 października 1944 roku wziął udział w akcji odbijania więźniów z Zamku Lubomirskich w Rzeszowie. W 1945 roku działał w Zrzeszeniu Wolność i Niezawisłość, kierował działem propagandy Obszaru Południowego WiN, a od grudnia 1946 do aresztowania w październiku 1948 roku jego prezesem. Wydawał konspiracyjne ulotki i broszury, współredagował „Orła Białego”.
Aresztowany przez funkcjonariuszy Ministerstwa Bezpieczeństwa Publicznego 2 września 1947 roku. Poddany wraz z pozostałymi członkami IV ZG (Józef Batory, Karol Chmiel, Łukasz Ciepliński, Mieczysław Kawalec, Adam Lazarowicz i Józef Rzepka) okrutnemu trzyletniemu, śledztwu nadzorowanemu przez NKWD, w którym był torturowany. 14 października 1950 roku Wojskowy Sąd Rejonowy pod przewodnictwem płk. Aleksandra Wareckiego skazał go po dziewięciodniowym pokazowym procesie (nr spr. R.Warszawa Sr. 1099/50) na podstawie art. 86 § 2 KKWP 7 Dekr. na czterokrotną karę śmierci. Został zabity strzałem w tył głowy 1 marca 1951 roku. Wyrok śmierci wykonał kat UB Aleksander Drej. Grób symboliczny znajduje się na Cmentarzu Wojskowym w Kwaterze „Na Łączce”.

## Odznaczenia, upamiętnienia
1 marca 2010 roku, wraz z trójką innych żołnierzy wyklętych straconych tego samego dnia co on, Józefem Batorym, Mieczysławem Kawalcem i Adamem Lazarowiczem, został pośmiertnie odznaczony przez prezydenta RP Lecha Kaczyńskiego za wybitne zasługi dla niepodległości Rzeczypospolitej Polskiej Krzyżem Wielkim Orderu Odrodzenia Polski.
1 marca 2013 roku z okazji obchodów Narodowego Dnia Pamięci Żołnierzy Wyklętych minister obrony narodowej Tomasz Siemoniak awansował go pośmiertnie na stopień majora.
W ramach odsłoniętego 17 listopada 2013 roku Pomnika Żołnierzy Wyklętych w Rzeszowie zostało ustanowione popiersie Franciszka Błażeja.